# Гаррі Меллінг
Гаррі Едвард Меллінг (англ. Harry Edward Melling, нар. 13 березня 1989, Лондон) — англійський актор, відомий за роллю Дадлі Дурслі в серії фільмів про Гаррі Поттера.

## Раннє життя та освіта
Гаррі Меллінг народився в Лондоні. Він є онуком актора Патріка Траутона, що зіграв в кінці 60-х років Другого Доктора в науково-фантастичному серіалі «Доктор Хто». Навчався в школі Хедон на півночі Лондона, потім у школі Мілл Хілл. Він навчався в театральному училищі в Північно-Західному Лондоні і закінчив Лондонську академію музики і драматичного мистецтва. Грає в Національному молодіжному театрі.

## Кар'єра
Меллінг знімався в ролі Дадлі Дурсля у фільмах про Гаррі Поттера з 2001 року по 2009 рік. У 2009 році він дебютував на сцені Національного молодіжного театру в рімейку п'єси «Матінка Кураж та її діти» разом із Фіоною Шоу, яка грала його мати Петунію Дурслі у фільмах про Гаррі Поттера. У 2010 році він виконав роль Джилла в епізоді «Тінь чародія» телесеріалу BBC «Мерлін» і знявся в ролі Роберта Брауна в телесеріалі «Просто Вільям».
У жовтні 2009 року було оголошено, що Меллінг сильно втратив у вазі, і його зовнішній вигляд з часу останнього Гаррі Поттера змінився до невпізнання. Для виконання ролі Дадлі у фільмі «Гаррі Поттер і Дари Смерті. Частина 1» акторові довелося зробити спеціальний «товстий» костюм. Меллінг позитивно поставився до зміни у своїй фігурі, сказавши, що йому тепер простіше буде почати нову кар'єру, позбувшись від стереотипу, що зв'язує його виключно з Дадлі.

## Фільмографія

### Фільми
| Рік  |   | Українська назва                              | Оригінальна назва                             | Роль               |
| ---- | - | --------------------------------------------- | --------------------------------------------- | ------------------ |
| 2001 | ф | Гаррі Поттер і філософський камінь            | Harry Potter and the Philosopher's Stone      | Дадлі Дурслі       |
| 2002 | ф | Гаррі Поттер і таємна кімната                 | Harry Potter and the Chamber of Secrets       | Дадлі Дурслі       |
| 2004 | ф | Гаррі Поттер і в'язень Азкабану               | Harry Potter and the Prisoner of Azkaban      | Дадлі Дурслі       |
| 2005 | ф | Гаррі Поттер і Келих вогню                    | Harry Potter and the Goblet of Fire           | Дадлі Дурслі       |
| 2007 | ф | Гаррі Поттер і Орден Фенікса                  | Harry Potter and the Order of the Phoenix     | Дадлі Дурслі       |
| 2009 | ф | Гаррі Поттер і Напівкровний Принц             | Harry Potter and the Half-Blood Prince        | Дадлі Дурслі       |
| 2010 | ф | Гаррі Поттер і Смертельні реліквії: Частина 1 | Harry Potter and the Deathly Hallows - Part 1 | Дадлі Дурслі       |
| 2016 | ф | Загублене місто Z                             | The Lost City of Z                            | Вільям Барклай     |
| 2017 | ф | Війна струмів                                 | The Current War                               | Бенджамін Вейл     |
| 2018 | ф | Балада Бастера Скраггса                       | The Ballad of Buster Scruggs                  | артист             |
| 2018 | ф |                                               | The Keeper                                    | сержант Смайт      |
| 2019 | ф | В очікуванні варварів                         | Waiting for the Barbarians                    | солдат             |
| 2020 | ф | Стара гвардія                                 | The Old Guard                                 | Стівен Меррік      |
| 2020 | ф |                                               | Say Your Prayers                              | Тім                |
| 2020 | ф | Диявол завжди тут                             | The Devil All The Time                        | Рой Лаферте        |
| 2021 | ф | Макбет                                        | The Tragedy of Macbeth                        | Малкольм           |
| 2022 | ф | Будь ласка, крихітко, будь ласка              | Please Baby Please                            | Артур              |
| 2022 | ф | Блідо-блакитне око                            | The Pale Blue Eye                             | Едгар Аллан По     |
| 2023 | ф |                                               | Shoshana                                      | Джеффрі Дж. Мортон |
| 2024 | ф | Жнива                                         | Harvest                                       | Чарльз Кент        |
| 2025 | ф | Попіл                                         | Pillion                                       | Колін              |

### Телебачення
| Рік  |    | Українська назва              | Оригінальна назва                   | Роль                                   |
| ---- | -- | ----------------------------- | ----------------------------------- | -------------------------------------- |
| 2005 | тф | Друзі та крокодили            | Friends and Crocodiles              | молодий Олівер                         |
| 2010 | с  | Мерлін                        | Merlin                              | Гілл (Епізод: "The Sorcerer's Shadow") |
| 2010 | с  | Просто Вільям                 | Just William                        | Роберт (4 серії)                       |
| 2011 | с  | Закон Гарроу                  | Garrow's Law                        | Джордж Піннок (3 серії)                |
| 2016 | с  | Мушкетери                     | The Musketeers                      | Бастьєн (Епізод: "Fool's Gold")        |
| 2019 | с  | Війна світів                  | The War of the Worlds               | артилерист (2 серії)                   |
| 2019 | с  | Темні матерії                 | His Dark Materials                  | Сіссельман (Епізод: "Armour")          |
| 2020 | с  | Ферзевий гамбіт               | The Queen's Gambit                  | Гаррі Белтік (4 серії)                 |
| 2024 | с  | Вовча зала: Дзеркало і світло | Wolf Hall: The Mirror and the Light | Томас Вріотслі (5 серій)               |

### Відеоігри
| Рік  |    | Українська назва             | Оригінальна назва                         | Роль         |
| ---- | -- | ---------------------------- | ----------------------------------------- | ------------ |
| 2007 | вг | Гаррі Поттер і Орден фенікса | Harry Potter and the Order of the Phoenix | Дадлі Дурслі |

## Театр
- «Матуся Кураж та її діти» (2009): Швейцеркаас
- «Жінки, Бережіться жінок» (2010): Молодий Уор
- «Школа лихослів'я» (2011): сер Бенджамін